# Copulabyssia corrugata
Copulabyssia corrugata là một loài ốc biển, là động vật thân mềm chân bụng sống ở biển thuộc họ Pseudococculinidae.